# Pilizetes longipilosa
Pilizetes longipilosa är en kvalsterart som först beskrevs av Sandór Mahunka 1966.  Pilizetes longipilosa ingår i släktet Pilizetes och familjen Galumnidae. Inga underarter finns listade i Catalogue of Life.